# Acanthochondria retangularis
Acanthochondria retangularis är en kräftdjursart. Acanthochondria retangularis ingår i släktet Acanthochondria och familjen Chondracanthidae. Inga underarter finns listade i Catalogue of Life.